# Dora Knowlton Ranous
Dora Knowlton Ranous (16 de agosto de 1859 – 19 de enero de 1916) fue una actriz, escritora, editora, traductora y crítica literaria estadounidense. Comenzó su carrera literaria editando libros educativos y colaborando con Appleton's Annual Cyclopaedia y The Criterion. Ranous se distinguió como traductora de clásicos franceses e italianos, y entre los libros que tradujo al inglés, sola o en colaboración con Rossiter Johnson, a quien ayudó, se encuentran The Literature of Italy, The Immortals, una colección de obras francesas publicadas bajo la sanción de la Académie Française; los relatos de Guy de Maupassant en quince volúmenes, y los escritos de Gustave Flaubert en diez volúmenes. Escribió dos libros propios, The Diary of a Daly Debutante y Good English in Good Form. En 1916 apareció un libro de memorias titulado A Simple Record of a Noble Life, que incluía parte de su obra inédita.

## Primeros años y educación
Doris Isabelle Knowlton Thompson nació en Ashfield, Massachusetts, el 16 de agosto de 1859. Era hija de Alexander Hamilton y Augusta (Knowlton) Thompson. Su padre era contable al servicio de la Marina de los Estados Unidos. Su hermana Grace nació en 1857.
Las hermanas tuvieron la ventaja de contar con una institutriz muy preparada, Beatrice DeMille, que les enseñó francés y música a una edad temprana. Después asistieron a la escuela común, donde Ranous destacó especialmente por su habilidad para "deletrear" a la clase. Luego se graduaron en la Sanderson Academy, en Ashfield, y completaron sus estudios en el Packer Collegiate Institute, en Brooklyn, donde sus padres tenían una casa de invierno.
La familia era episcopal, pero Ranous asistía a la iglesia de Henry Ward Beecher, atraída por su elocuencia, y era miembro de la clase de Biblia impartida por Thomas Gaskell Shearman, eminente defensor del libre comercio y escritor de libros de derecho. Bajo su tutela, leyó la Biblia desde el Génesis hasta el Apocalipsis, y encontró placer en el estudio de la misma.
En su casa de verano, las hermanas fueron peculiarmente afortunadas, ya que en Ashfield se encontraban también las casas de verano de Charles Eliot Norton y George William Curtis, que naturalmente atraían a visitantes como James Russell Lowell, Francis Parkman, Charles Dudley Warner y John W. Field. Este último era un comerciante retirado de Filadelfia, experto en idiomas y enamorado de la literatura, que se había convertido en íntimo amigo de Lowell y de Robert Browning.

## Carrera
Se casó con William Vardell Ranous, en Whitby, Ontario, el 26 de mayo de 1881, y poco después dejó los escenarios. Tuvieron una hija, Alice Knowlton Ranous, en 1882. La pareja se divorció más tarde. Nunca volvió a casarse. 
En 1892 murió su madre.
Hacia 1893, por culpa de una desafortunada inversión, Ranous perdió la propiedad que había heredado. Pero esto no la desanimó. Dominó la taquigrafía en la mitad del tiempo habitual y se puso manos a la obra para ganarse la vida y los fondos necesarios para la educación de su hija. Esta se completó en la escuela Henry Churchill de Mille en Pompton, Nueva Jersey; y entonces la hija también aprendió taquigrafía y comenzó a mantenerse por sí misma. Ranous trabajó durante algún tiempo como ayudante en un establecimiento que comerciaba con libros raros y autógrafos, y adquirió muchos conocimientos sobre ese peculiar negocio. Siempre le habían interesado los autógrafos, y había hecho una pequeña pero interesante colección.

### Escritora
Ranous empezó a trabajar en literatura en 1898, como editora de libros de texto educativos para Silver, Burdett & Co.
En la primavera de 1901, se unió a D. Appleton & Company, y colaboró en la Annual Cyclopedia de Appleton y en la revista The Criterion. En 1903, fue contratada para ayudar a Robert Arnot, un erudito oxoniense, en la edición de conjuntos de libros para el negocio de suscripciones de M. Walter Dunne, para incluir las primeras ediciones completas de obras de Guy de Maupassant (15 vols.) y Gustave Flaubert (10 vols.), y editó una edición de 20 vols. de Benjamin Disraeli, Earl of Beaconsfield. Este trabajo se prolongó hasta 1904, y a su término se dedicó, todavía en asociación con Arnot, a una serie de libros conocidos como Los Inmortales. Se trataba de traducciones de veinte novelas francesas, cada una de las cuales había sido coronada por la Académie française. Para este conjunto, además de realizar su habitual trabajo editorial, hizo traducciones originales de The Ink Stain, de André Bazin; The Red Lily, de Anatole France; Una reina de los bosques, de André Theuriet; y Zibeline, A Turn of Luck, The Scar, y Mount Ida, de Phillipe De Massa. Esta obra se terminó en 1905.
En marzo de 1906, después de que su hija, ahora Mrs. Chubb, muriera de tuberculosis, Ranous se hizo cargo de su nieta, Catherine, y comenzó de nuevo la tarea de mantenerla, criarla y educarla, a la que sólo renunció cuando la nieta tenía once años y la salud de Ranous estaba tan quebrantada que le impedía continuar. La niña se fue entonces a vivir a casa de su padre en Brooklyn. Ese mismo año, Ranous fue editora y traductora (con Rossiter Johnson) para la National Alumni (Nueva York) de The Literature of Italy (16 vols.), así como de The Authors' Digest (20 vols.).
En 1910–11, escribió gran parte del volumen histórico de la Foundation Library for Young People. Ranous fue miembro del equipo editorial del nuevo Standard Dictionary de Funk & Wagnalls, desde julio de 1911 hasta septiembre de 1912, donde se le encomendó el trabajo de leer las pruebas de plancha. Luego vino un intervalo, que mejoró compilando un libro de cocina para un vecino de Ashfield que se había convertido en editor en Nueva York. Fue autora de The Diary of a Daly Debutante, 1910 (primera edición publicada anónimamente), en el que relataba su vida tras los footlights. Escribió reseñas de libros para el Holiday Issue de The Bookseller, Newsdealer y Stationer. Estuvo vinculada a la redacción de la University Society.
Cuando estalló la Primera Guerra Mundial en 1914, Ranous fue llamada a la sede del Student Volunteer Movement for Foreign Missions, para editar los discursos pronunciados ante la International Convention que se había celebrado en Kansas City. Los discursos ocupaban un gran volumen, con cerca de un millón de palabras, y ella editó cada página del manuscrito y leyó todas las pruebas, siendo su trabajo reconocido con agradecimiento en la General Secretary's Introductory Note. Una vez hecho esto, redactó un elaborado código de cable para uso de los misioneros. En 1915, bajo el patrocinio de Milo M. Belding, terminó una obra peculiar—la "grangerización" de History of Ashfield de Howes, que amplió con ilustraciones hasta formar dos volúmenes, que fueron encuadernados y depositados en la Belding Memorial Library de ese pueblo. Su última visita a su antiguo hogar fue para asistir a la inauguración del nuevo edificio de la Alvah N. Belding Memorial Library en el verano de ese año. En su último año, escribió para Sturgis & Walton un volumen titulado Good English in Good Form, y vivió para leer la prueba, pero no para ver una copia del libro encuadernado.

## Vida personal
Ranous estaba a favor del sufragio femenino. Dos de los episodios más agradables del último año de su vida —el reencuentro de amigas separadas durante mucho tiempo— fueron sus visitas a Mrs. Coleman en Washington y a Mrs. Judkins en Nantucket.
Su madre y su abuela materna habían muerto de parálisis, y ella siempre esperó que le pasara lo mismo. Sufrió un derrame cerebral considerable en diciembre de 1914, y otro más leve seis meses después. Luego perdió el sentido del gusto, sus fuerzas disminuyeron sin cesar y se descubrió que tenía un grave problema cardíaco que le producía dolores constantes. Por último, también le fallaba la vista; y como no tenía más parientes vivos que la nieta y una prima en Iowa, la sensación de soledad la abrumaba en toda su intensidad. Ranous se suicidó inhalando gas en su habitación del número 246 de la calle West 103rd, en la ciudad de Nueva York, el 19 de enero de 1916. Su suicidio fue peculiarmente trágico, ya que se sintió muy abatida ante la perspectiva de perder la vista, y también había sufrido un ataque de parálisis, habiendo abandonado el hospital St. Luke poco antes de su muerte. En una carta que se encontró en su habitación, decía que no había nadie que la cuidara y que no podía soportar la "negrísima miseria" que tenía ante sí.

## Trabajos seleccionados
- Diary of a Daly Debutante (New York: Duffield It Company, 1910)
- Good English in Good Form (New York: Sturgis & Walton Company, 1916)
- A Simple Record of a Noble Life (1916)

### Traducciones
- The Ink Stain de André Bazin
- The Red Lily de Anatole France
- A Woodland Queen de André Theuriet
- Zibeline, A Turn of Luck, The Scar, y Mount Ida de Phillipe De Massa

### Atribuciones
- Este artículo incorpora texto de esta fuente, que es de dominio público: Excelsior Publishing House (1916). The Bookseller, Newsdealer and Stationer 44 (Public domain edición). Excelsior Publishing House.
- Este artículo incorpora texto de esta fuente, que es de dominio público: Harvey, Alexander (1916). The Bang ... 9 (Public domain edición). New York: Alexander Harvey.
- Este artículo incorpora texto de esta fuente, que es de dominio público: Leonard, John W. (1914). Woman's Who's who of America: A Biographical Dictionary of Contemporary Women of the United States and Canada, 1914-1915 (Public domain edición). American commonwealth Company. p. 672.
- Este artículo incorpora texto de esta fuente, que es de dominio público: Johnson, Rossiter (1916). Dora Knowlton Ranous, Author--editor--translator: A Simple Record of a Noble Life (Public domain edición). Publishers Printing Company.
- Este artículo incorpora texto de esta fuente, que es de dominio público: White, J. T. (1921). The National Cyclopædia of American Biography: Being the History of the United States as Illustrated in the Lives of the Founders, Builders, and Defenders of the Republic, and of the Men and Women who are Doing the Work and Moulding the Thought of the Present Time 17 (Public domain edición). J. T. White.